# Sinfonía vasca
Sinfonía vasca es un cortometraje documental sonoro realizado por Adolf Trotz en 1936 en España.
Sinfonía vasca fue la última película rodada en el País Vasco antes de la Guerra Civil Española.  
En 2013, después de tres décadas en las cuales se pensaba que hubiese desaparecido, se encontró la cinta en la Filmoteca Española.
- Título original: Sinfonía vasca (España, 1936)
- Otros títulos: Symphonie Basque (versión francesa)
- Productora: Producciones Hispánicas
- Director: Adolf Trotz
- Guion: Antonio de Obregón Chorot y Joaquín Goyanes de Osés
- Música: Jesús García Leoz
- Fotografía: Frederik Fuglsang
- Ayudante de dirección: José María Alonso Pesquera
- Productor: José Luis Duro Alonso de Celada
- Montaje: Laboratorios Madrid Film
- Fechas de rodaje: del 20 de marzo al 23 de abril de 1936
- Fecha y lugar de estreno de la versión española: 29 de mayo de 1936, Teatro Trueba de Bilbao
- Duración versión original (1936): entre 16’30’’ y 20’
- Duración versión adaptada (1951): 16’30’’

## Publicaciones
Andoni Elezcano Roqueñi, Universidad del País Vasco: "Sinfonía vasca (1936), un documental con historia. De película comercial a instrumento político"; revista de cultura e investigación vasca "Sancho el Sabio", número 36, 2013, Estudios Vascos.
- Datos: Q12267432